# Stipa pachypus
Stipa pachypus är en gräsart som beskrevs av Pilg.. Stipa pachypus ingår i släktet fjädergrässläktet, och familjen gräs. Inga underarter finns listade i Catalogue of Life.